# Savoia-Marchetti S.55
Savoia-Marchetti S.55 a fost un hidroavion dublu-cocă produs în Italia începând cu anii 1924. La scurtă vreme după introducerea sa a stabilit un nou record de viteză, încărcătură, altitudine și rază de acțiune. 

## Proiectare și dezvoltare
Câteva caracteristici ale acestui hidroavion sunt demne de menționat. Partea utilă a hidoavionului este situată în coca dublă, iar pilotul și echipajul aveau cabina situată în partea mai îngroșată a aripii, situată între cele două cocii. Avionul este propulsat de două motoare invers-rotative aflate în linie. Aceasta a fost obținută prin montarea motoarelor spate în spate, deasupra aripilor, departe de nivelul apei. Motoarele sunt poziționate într-un unghi ascendent frontal față de orizontală.

## Variante
S.55
Prototip și pre-producție, livrate între 1927 și 1930, construite 88 plus două prototip.
S.55C
Varianta civilă cu livrare între anii 925 și 1926, opt contruite
S,55P
Versiunea civilă îmbunătățită cu cocă mărită pentru zece pasageri și cu cabina echipajului închisă, livrare între anii 1928 până în 1932, 23 construite.
S,55A
Variantă militară livrată cu motoare Fiat A,22R de 418kW (560CP), șaisprezece construite.
S.55M
Variantă construită cu modificarea structurii lemnoase cu una metalică, șapte construite de Piaggio în 1930.
S.55 Scafo Allargato
Cocă mărită, variantă construită pe baza versiunii S.55A dar cu coca lărgită și alungită și cabina echipajul închisă. Au fost contruite șaisprezece bucăți de către Savoia-Marchetii iar alte șaisprezece de către CANT.
S55 Scafo Allargatissimo
Cocă supramărită, variantă cu coca mult diferită, 20 construite de către Savoi+Marchetti, 16 construite de către Macchi și 6 construite de către CANT.
S.55X
Variantă echipată cu motoare Isott-Franschini Asso 750, concepută pentru zboruri nord-atlantice în formație, mai târziu dotate cu armament și folosite pentru bombardament și recunoaștere-

## Operatori

### Operatori civili
- Aeroflot

### Operatori militari
- Italy
- Brazilia (8 hidroavioane)
- Spania (1937)
- România (7 hidroavioane 1933-1943, toate pierdute)

## Specificații

### Caracteristici generale
Echipaj: 5-6
Lungime: 16,75m
Anvergură: 24,00m
ÎnălțimeȘ 5,00m
Suprafața aripii: 93,0 m²
Greutatea gol: 5,750kg
Greutate maximă: 8,260kg
Grup motopropulsor:

### Performanțe
- Viteză maximă: 279km/h
- Rază de acțiune: 3,500 km
- Plafon de zbor: 5,000 m

### Armament
- Un tun MG 151 20 mm
- Două mitraliere MG 15 7,92 mm
- 12 Bombe de 50 de kg fiecare

### Hiperlegături
- Savoia-Marchetti S.55 Arhivat în 17 martie 2017, la Wayback Machine.
- Savoia-Marchetti Arhivat în 10 octombrie 2012, la Wayback Machine.